# 布萊貝格埃爾茨貝格山

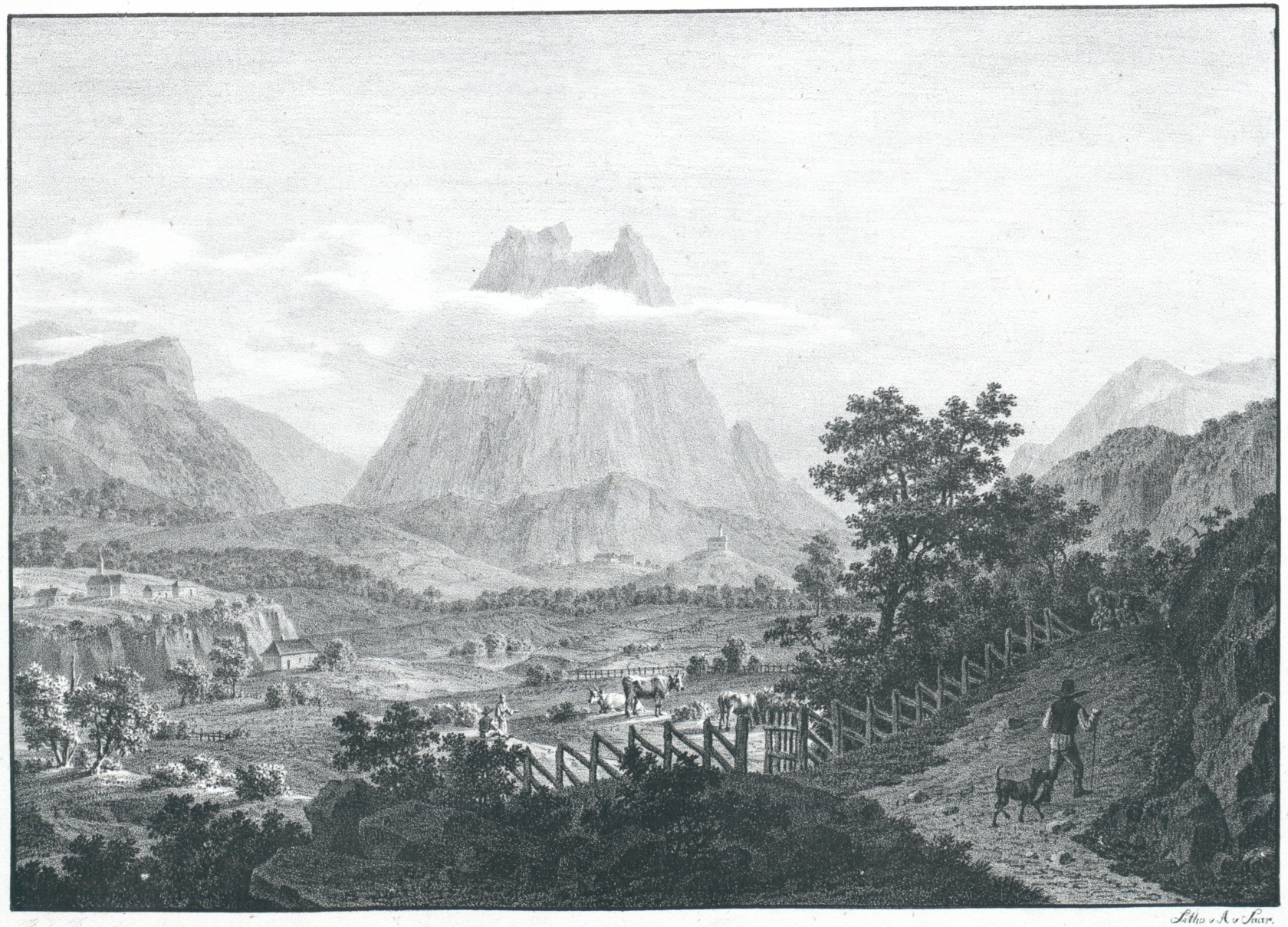

46°37′51.3″N 13°39′15.7″E / 46.630917°N 13.654361°E
布萊貝格埃爾茨貝格山（德語：Bleiberger Erzberg），是奧地利的山峰，位於該國南部，由克恩頓州負責管轄，屬於蓋爾塔爾阿爾卑斯山脈的一部分，海拔高度1,466米。